# 格達海峽
72°50′31″N 74°45′55″E / 72.84194°N 74.76528°E

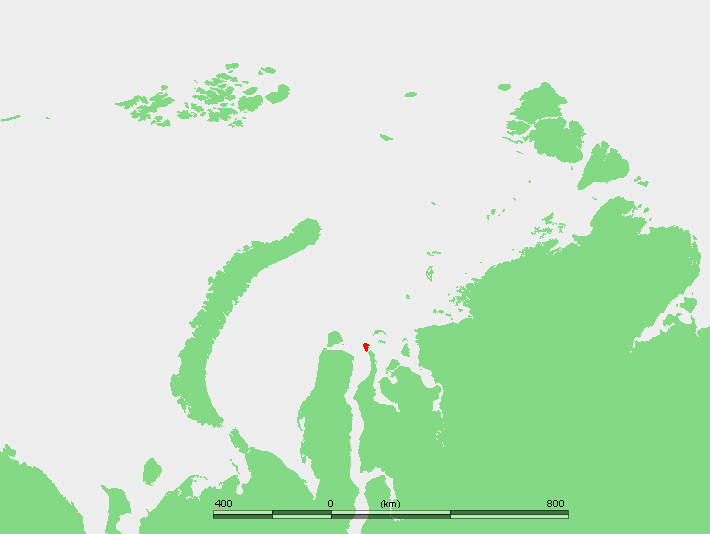

格達海峽（Гыданский пролив）是俄羅斯的海峽，位於大西洋的喀拉海，連接鄂畢灣和格達灣，由亞馬爾-涅涅茨自治區負責管轄，長10公里、寬5至9米，海峽有5個小島。